# Wahlenbergia lobelioides
Wahlenbergia lobelioides, selten Gelapptes Moorglöckchen genannt, ist eine Pflanzenart aus der Gattung Wahlenbergia innerhalb der Familie der Glockenblumengewächse (Campanulaceae).

## Merkmale

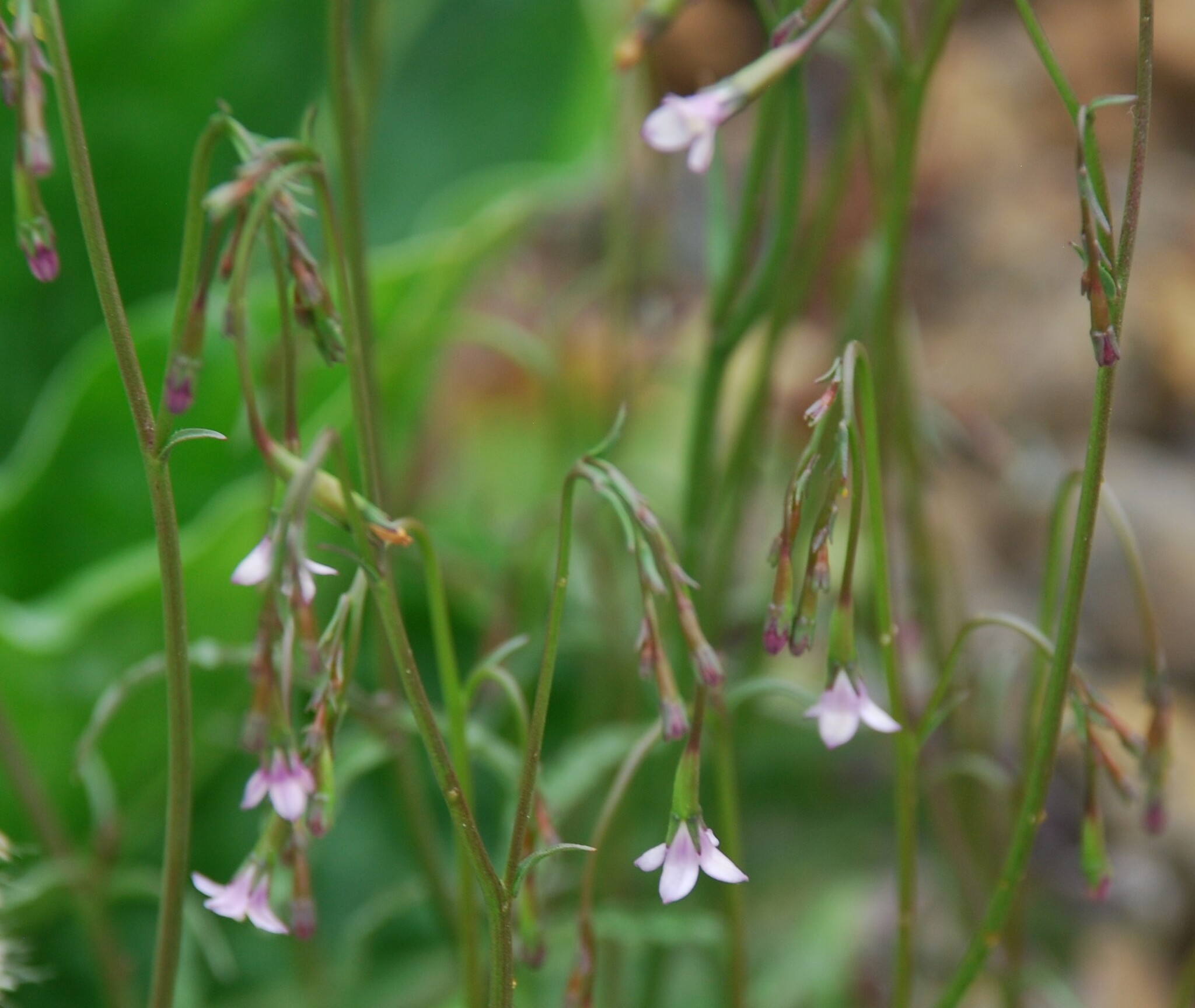
Habitus

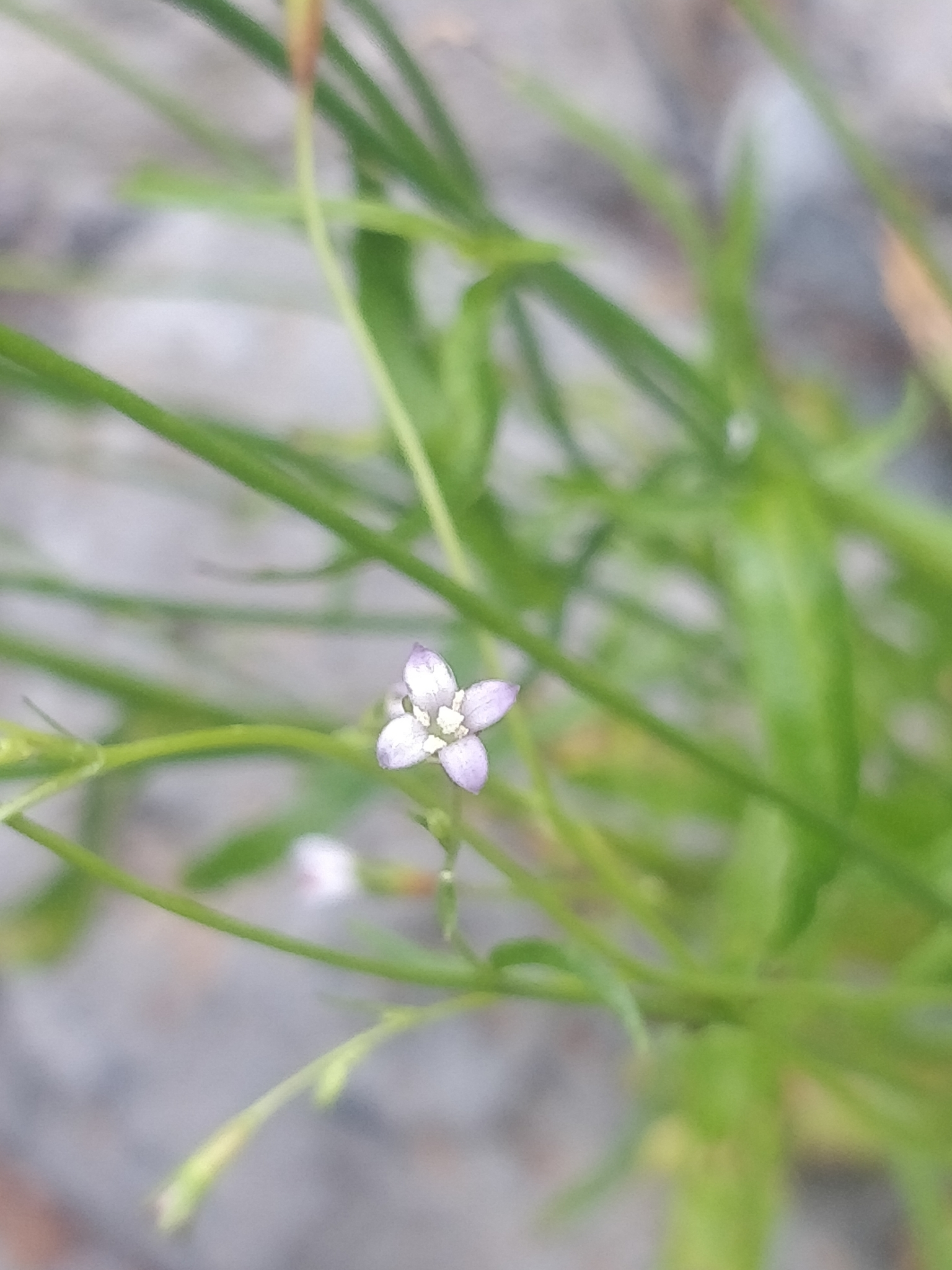
Einzelblüte

Wahlenbergia lobelioides ist eine zierliche, bis zu 50 Zentimeter hohe, kahle oder behaarte, einjährige Pflanze. Der Stängel ist oberwärts verzweigt. Die meist wechselständigen Laubblätter haben einen kurzen, geflügelten Blattstiel (oder sind sitzend bis fast sitzend mit verschmälertem Grund), die Blattspreite ist 20 bis 50 (bis 70) Millimeter lang, im Umriss schmal lanzettlich bis verkehrt-eiförmig bis spatelförmig, ihr Rand ist buchtig gezähnt bis gezähnelt oder fast ganz. Sie sind im unteren Teil des Stängels gehäuft und werden nach oben hin kleiner. 
Die zwittrigen Blüten sitzen in einer lockeren Rispe. Sie sind etwa 1 bis 5 Zentimeter lang gestielt, am Grund mit kleinen, linealischen Hochblättern. Sie sind beim Aufblühen nickend, später aufrecht. Die Kelchzipfel sind etwa 2 Millimeter lang, schmal dreieckig und aufrecht. Die glockige Blütenkrone ist blassbläulich, rosa oder weiß gefärbt, die Kronzipfel länger als die Röhre. Anstelle der normalerweise fünf Blütenblätter sind manchmal nur vier ausgebildet. Die kleine, vielsamige Frucht mit beständigem Kelch ist eine aufrechte, verkehrt-eiförmige bis ellipsoide Kapsel von 5 bis 9 Millimeter Länge. Anders als bei der viel häufigeren Gattung der Glockenblumen (Campanula) öffnet sie nicht mit seitlichen Poren, sondern mit drei endständigen Klappen (Gattungsmerkmal).

## Standort
Die Art wächst auf offenen, trockenen Brachflächen.

## Taxonomie und Systematik
Die Art wurde aus Madeira erstbeschrieben als Campanula lobelioides im Werk Supplementum plantarum Systematis vegetabilium (...) von Carl von Linné (Sohn) im Jahr 1782 Seite 140. Im Jahr 1829 wurde sie durch Heinrich Friedrich Link in die Gattung Wahlenbergia als Wahlenbergia lobelioides (L.f.) Link transferiert. Das Epitheton lobelioides bezieht sich auf die Ähnlichkeit mit einer Lobelie.
Bei einer genetischen Analyse war die Art eingeschachtelt in eine überwiegend südafrikanisch verbreitete Artengruppe in einer monophyletischen Gattung Wahlenbergia.

### Unterarten
Es werden drei Unterarten unterschieden, die in voneinander getrennten (disjunkten) Teilarealen wachsen. 

#### Wahlenbergia lobelioidessubsp.lobelioides
Diese ist ein Endemit von Makaronesien. Sie kommt vor auf Madeira, den Kanaren und den Kapverden. Sie ist etwas größer als die Pflanzen des Mittelmeerraums. Die Populationen der Inseln sind genetisch ähnlich, sie haben sich vermutlich erst im Pleistozän getrennt. Die Unterart gilt auf allen Inseln als potenziell gefährdet (near threatened).

#### Wahlenbergia lobelioidessubsp.nutabunda(Guss.) Murb.
Die Unterart kommt im westlichen Mittelmeergebiet, auf der Iberischen Halbinsel und in Italien (einschließlich der Inseln Sardinien und Sizilien) vor. Alte Angaben auch für die Insel Korsika sind irrtümlich. Fundangaben gibt es auch für Marokko, Tunesien und die afrikanische Küste bis zum Roten Meer. Ein Synonym ist Campanula nutabunda Guss. vom Jahr 1826.

#### Wahlenbergia lobelioidessubsp.riparia(A.DC.) Thulin
Die Unterart kommt im nordwestlichen Afrika südlich der Sahara vor, z. B. im Tschad an Flussufern. Sie kommt auch in Ägypten vor. Ein Synonym ist Wahlenbergia riparia A.DC. 1830.